# Казе Виланова (Тревизо)
Казе Виланова је насеље у Италији у округу Тревизо, региону Венето.
Према процени из 2011. у насељу је живело 56 становника. Насеље се налази на надморској висини од 199 м.